# Pachycondyla foetida
Pachycondyla foetida är en myrart som först beskrevs av Carl von Linné 1758.  Pachycondyla foetida ingår i släktet Pachycondyla och familjen myror. Inga underarter finns listade i Catalogue of Life.